# Eragisa fassli
Eragisa fassli är en fjärilsart som beskrevs av Paul Dognin 1910. Eragisa fassli ingår i släktet Eragisa och familjen tandspinnare. Inga underarter finns listade i Catalogue of Life.